# 源氏物語 (宝塚歌劇)
『源氏物語』（げんじものがたり）は、紫式部の『源氏物語』を原作とした、宝塚歌劇団のミュージカル作品。
原作は古典文学の名作であり、宝塚歌劇団の黎明期から今日に至るまで、様々な演出家がミュージカル作品を執筆・上演してきた。特に、昭和中期に絶大な人気を博した春日野八千代の当たり役として知られる。

## 過去の上演・概要

### 源氏物語
小野晴通作 『源氏物語 賢木の巻』
公会堂劇場：1919年7月20日〜8月31日
併演は岡本綺堂『蟹満寺縁起』、赤塚濱荻『膝栗毛』、ダビッド『世界漫遊』、池田畑雄『風流延年舞』。
白井鐵造構成・演出『源氏物語』
脚本は小野晴通。
- 1952年花組公演 宝塚大劇場：1952年1月1日〜1月30日[2]、帝国劇場：4月19日〜5月29日[3]。春日野八千代主演。
併演は内海重典『ブロードウェイ[2]』。東京公演での併演は無し。
3月12日・13日[4]に静岡、3月15日から24日[4]まで名古屋宝塚劇場でも公演を行う。併演は白井鐵造『ハワイの伯母さん[4]』。
- 1952年星組公演 宝塚大劇場：1952年2月1日〜2月28日[2]。南悠子主演。
併演は白井鐵造『ハワイの伯母さん[2]』
- 1957年月組公演 宝塚大劇場：1957年3月1日〜25日[5]。春日野八千代主演。
初演の一部場面を入れ替えた。
併演は高木史朗『素晴らしき日曜日[5]』
- 1957年雪組公演 東京宝塚劇場：1957年5月30日〜6月30日[3]。春日野八千代主演。
併演は横澤英雄構成・脚本、渡辺武雄演出『ホリデー・イン・ハワイ[3]』

北條秀司作・演出『朧夜源氏』
- 1961年星組公演 宝塚大劇場：1961年1月1日〜1月31日[6]。春日野八千代主演。
併演は高木史朗『華麗なる千拍子[6]』

柴田侑宏作・演出『新源氏物語』
原作は、源氏物語を翻案した田辺聖子の小説『新源氏物語』
藤壺やその面影を追い求めた女人たちとの恋を軸に、若き日の不義密通が因果応報となる結末を描く。語り部としてコロス（少人数の合唱）を活用した。
- 1981年月組公演 宝塚大劇場：1981年1月1日〜2月11日[7]、東京宝塚劇場：4月3日〜29日[8]（役替わり公演[9]：4月21日、22日）。榛名由梨主演。
併演は村上信夫『ジャンピング![7][8]』
主な配役（役替わり公演）[9]
光源氏 - 大地真央
藤壺の女御 - 京三紗
- 1989年月組公演 宝塚大劇場：1989年5月12日〜6月27日[10]（新人公演は5月30日[11]）、東京宝塚劇場：8月3日〜29日[12]（新人公演は8月15日[11]）。剣幸主演。
形式名は『宝塚グランド・ロマン[10][12]』、2部24場[10][12]。
併演は三木章雄『ザ・ドリーマー[10][13]』。
- 2015年花組公演 宝塚大劇場：2015年10月2日〜11月9日（新人公演：10月20日）、東京宝塚劇場：11月27日〜12月27日（新人公演：12月10日）。明日海りお主演、大野拓史演出

併演は中村一徳『Melodia-熱く美しき凱律-』
- 明日海はこの作品での演技が評価され、平成27年度（第70回）文化庁芸術祭賞・演劇部門関西の部で新人賞を受賞[14]。
外部リンク：宝塚歌劇の紹介サイト（宝塚歌劇・公式）

草野旦作・演出『源氏物語 あさきゆめみし』
原作は、大和和紀の漫画『あさきゆめみし』
原作漫画にも登場しない『刻の霊（ときのすだま）』を登場させる・黒髪以外の鬘を着用する等の斬新な演出であった。
- 2000年花組公演 宝塚大劇場：2000年4月7日～5月15日（新人公演は4月25日[15]）、TAKARAZUKA1000days劇場：2000年7月1日～8月14日（新人公演は8月1日[16]）。
参考資料及び外部リンク：宝塚大劇場公演（宝塚歌劇・公式）・TAKARAZUKA1000days劇場公演（宝塚歌劇・公式）

第86期生（陽月華、凰稀かなめら）初舞台公演。
併演は中村一徳『ザ・ビューティーズ!』
- ベルリン公演出演のため5月9日～15日大劇場公演休演、7月1日～17日東京公演休演者

貴柳みどり、楓沙樹、鈴懸三由岐、真丘奈央、水夏希（大劇場のみ）、舞風りら、ふづき美世、蘭寿とむ、壮一帆、愛音羽麗、舞城のどか、桜一花
- 2001年花組公演 全国ツアー：2001年4月18日〜5月20日。宝塚歌劇の紹介サイト（宝塚歌劇・公式）
  - 公演日と公演場所
    - 4月28日・29日　広島郵便貯金会館
    - 4月30日　呉市文化ホール（広島県）
    - 5月2日～5月6日　福岡市民会館
    - 5月8日　香川県県民ホール
    - 5月9日　西条市総合文化会館（愛媛県）
    - 5月10日　愛媛県県民文化会館（メインホール）
    - 5月12日　府中の森芸術劇場（東京都）
    - 5月13日　川口総合文化センター（埼玉県）
    - 5月15日　伊勢崎市文化会館（群馬県）
    - 5月16日　鴻巣市文化センター（埼玉県）
    - 5月17日　和光市民文化センター（埼玉県）
    - 5月19日・20日　市川市文化会館

併演は中村一徳『ザ・ビューティーズ!』
『源氏物語 あさきゆめみしII』
リニューアルして改題。併演作が無いため、フィナーレ（和風ショー）が新たに作られた。
- 2007年花組公演 梅田芸術劇場：2007年7月7日～23日。宝塚歌劇の紹介サイト（宝塚歌劇・公式）

### 宇治十帖
酒井澄夫作・演出『浮舟と薫の君』
1973年星組 宝塚大劇場：12月5日〜23日
併演は小原弘稔『ゴールデン・サウンド』
大野拓史作・演出『夢の浮橋』
2008年月組 宝塚大劇場：2008年11月7日〜12月11日(新人公演は12月2日)、東京宝塚劇場：2009年1月3日〜2月8日(新人公演は1月22日)。
併演は藤井大介『Apasionado!!』

## 主な配役一覧
表中、公演会場に記載した"宝"は宝塚大劇場、"東"は東京宝塚劇場（2000年花組はTAKARAZUKA1000days劇場）を示す。配役不明は空白とする。

### 源氏物語

#### 新源氏物語
|              | 1981年月組                          | 1989年月組                          | 1989年月組                          |
|              | 本公演                              | 本公演                              | 新人公演                            |
| ------------ | ----------------------------------- | ----------------------------------- | ----------------------------------- |
| 光源氏       | 榛名由梨                            | 剣幸                                | 天海祐希                            |
| 藤壺の女御   | 上原まり                            | こだま愛                            | 紫とも                              |
| 紫の上       | 城月美穂                            | 朝凪鈴                              | 朝吹南                              |
| 六条御息所   | 条はるき                            | 並樹かおり                          | 夏妃真美                            |
| 朧月夜       | 五條愛川                            | 紫とも                              | 羽根知里                            |
| 頭中将       | みさとけい                          | 桐さと実                            | 久世星佳                            |
| 惟光         | 大地真央                            | 涼風真世                            | 若央りさ                            |
| 夕霧         | 大地真央                            | 涼風真世                            | 若央りさ                            |
| 柏木         | 剣幸                                | 天海祐希                            | 大海ひろ                            |
| 葵の上       | 有明淳                              | 邦なつき                            | 果林いずみ（宝塚） 雪邑響子（東京） |
| 雲井の雁     | 優ひかり                            | 朝吹南                              | 麻乃佳世                            |
| 若紫         | 綾乃にしき                          | 麻乃佳世                            | 時由布花                            |
| 桐壷帝       | 藤城潤                              | 麻月鞠緒                            | 東三智                              |
| 弘徽殿の女御 | 水代玉藻                            | 京三紗                              | 若菜あん                            |
| 左大臣       | 汝鳥伶                              | 汝鳥伶                              | 穂高つゆき（宝塚） 真代朋奈（東京） |
| 右大臣       | 未沙のえる                          | 未沙のえる                          | 真山葉瑠                            |
| 王命婦       | 京三紗                              | 瞳まりあ（宝塚） 若菜あん（東京）   | 蘭玲花                              |
| 中将の君     | 潮はるか（宝塚） 春風ひとみ（東京） | 羽根知里                            | 夏河ゆら                            |
| 朱雀院       | 水代玉藻                            | 愛川麻貴                            | -                                   |
| 尼君         | 睦千賀                              | 朝みち子                            | 雪邑響子（宝塚） 中条まり（東京）   |
| 女三の宮     | 新千ひろ                            | 蘭玲花                              | 花丘美幸                            |
| 明石の入道   | 星原美沙緒                          | 大和なつ希（宝塚） 大峯麻友（東京） | -                                   |
| 明石の上     | 江里美幸                            | -                                   | -                                   |
| 式部丞       | 芹まちか                            | 久世星佳                            | 真織由季                            |
| 左馬頭       | 剣幸                                | 若央りさ                            | いつき吟夏                          |
| 蔵人介       | 八郷ごう                            | 天海祐希                            | 真代朋奈（宝塚） 登羽歩（東京）     |
| 兵部大輔     | 大川令於                            | 八汐祐季                            |                                     |
| 公演会場     | 宝・東                              | 宝・東                              | 宝・東                              |

|              | 2015年花組                                       | 2015年花組                          |
|              | 本公演                                           | 新人公演                            |
| ------------ | ------------------------------------------------ | ----------------------------------- |
| 光源氏       | 明日海りお                                       | 柚香光                              |
| 藤壺の女御   | 花乃まりあ                                       | 朝月希和                            |
| 紫の上       | 桜咲彩花 （代役:城妃美伶）                       | 城妃美伶                            |
| 六条御息所   | 柚香光                                           | 帆純まひろ                          |
| 朧月夜       | 仙名彩世                                         | 雛リリカ（宝塚） 乙羽映見（東京）   |
| 頭中将       | 瀬戸かずや                                       | 水美舞斗                            |
| 惟光         | 芹香斗亜                                         | 優波慧                              |
| 夕霧         | 鳳月杏                                           | 矢吹世奈                            |
| 柏木         | 柚香光                                           | 帆純まひろ                          |
| 葵の上       | 花野じゅりあ                                     | 真鳳つぐみ                          |
| 雲井の雁     | 城妃美伶 （代役：春妃うらら） （代役：音くり寿） | 春妃うらら                          |
| 若紫         | 春妃うらら                                       | 音くり寿                            |
| 桐壷帝       | 汝鳥伶                                           | 峰果とわ                            |
| 弘徽殿の女御 | 京三紗                                           | 花乃まりあ（宝塚） 雛リリカ（東京） |
| 左大臣       | 紫峰七海                                         | 千幸あき                            |
| 右大臣       | 天真みちる                                       | 紅羽真希                            |
| 王命婦       | 芽吹幸奈                                         | 若草萌香                            |
| 中将の君     | 華雅りりか                                       | 姫歌ひな乃                          |
| 朱雀院       | 高翔みず希                                       | 桜舞しおん                          |
| 尼君         | 高翔みず希                                       | 桜舞しおん                          |
| 女三の宮     | 朝月希和                                         | 茉玲さや那                          |
| 明石の入道   | 夕霧らい                                         | 七輝かおる                          |
| 明石の上     | -                                                | -                                   |
| 藤式部丞     | 水美舞斗                                         | 聖乃あすか                          |
| 左馬頭       | 鳳真由                                           | 綺城ひか理                          |
| 蔵人介       | 真輝いづみ                                       | 飛龍つかさ                          |
| 兵部大輔     | 和海しょう                                       | 亜蓮冬馬                            |
| 公演会場     | 宝・東                                           | 宝・東                              |

#### 源氏物語 あさきゆめみし
|              | 2000年花組                              | 2000年花組       | 2001年花組 | 2007年花組 |
|              | 本公演                                  | 新人公演         | 2001年花組 | 2007年花組 |
| ------------ | --------------------------------------- | ---------------- | ---------- | ---------- |
| 光源氏       | 愛華みれ                                | 彩吹真央         | 愛華みれ   | 春野寿美礼 |
| 紫の上       | 大鳥れい                                | ふづき美世       | 大鳥れい   | 桜乃彩音   |
| 藤壷         | 大鳥れい                                | ふづき美世       | 大鳥れい   | 桜乃彩音   |
| 頭の中将     | 匠ひびき                                | 壮一帆           | 楓沙樹     | 壮一帆     |
| 刻の霊       | 春野寿美礼                              | 蘭寿とむ         | 春野寿美礼 | 真飛聖     |
| 六条御息所   | 貴柳みどり 沢樹くるみ                   | 沢樹くるみ       | 鈴懸三由岐 | 京三紗     |
| 明石の上     | 水夏希（宝塚） 彩吹真央（宝塚・東京）   | 彩乃かなみ       | 舞風りら   | 絵莉千晶   |
| 朧月夜       | 渚あき                                  | 舞風りら         | 渚あき     | 鈴懸三由岐 |
| 花散里       | 沢樹くるみ 夢路ほのか                   | 黒澤だりあ       | 彩風蘭     | -          |
| 夕顔         | 鈴懸三由岐 絵莉千晶                     | 輝乃琴星         | ふづき美世 | 桜一花     |
| 葵の上       | 舞風りら 美苑えりか                     | 涼葉らんの       | 美苑えりか | 雫花ちな   |
| 女三の宮     | 彩乃かなみ                              | 彩風蘭           | ふづき美世 | 桜一花     |
| 夕霧         | 瀬奈じゅん                              | 華形ひかる       | 眉月凰     | 望月理世   |
| 柏木         | 伊織直加                                | 愛音羽麗         | 彩吹真央   | 真野すがた |
| 桐壷帝       | 磯野千尋                                | 紫万新 花央レミ  | 貴月あゆむ | 夏美よう   |
| 朱雀帝       | 楓沙樹 大伴れいか                       | 花央レミ         | 大伴れいか | 高翔みず希 |
| 冷泉帝       | 彩吹真央（宝塚） 花央レミ（宝塚・東京） | 未涼亜希         | 花央レミ   | 眉月凰     |
| 惟光         | 蘭寿とむ 武庫歩                         | 未宙星沙         | 未宙星沙   | 嶺輝あやと |
| 明石の入道   | 星原美沙緒                              | 悠真倫           | 星原美沙緒 | -          |
| 萩           | 城火呂絵（宝塚）                        | 百花沙里（宝塚） | 美森さやか | -          |
| 右近         | 城火呂絵（東京）                        | 百花沙里（東京） |            |            |
| 小侍従       | 鈴懸三由岐 絵莉千晶                     | 舞城のどか       | 幸美杏奈   | 華耀きらり |
| 左大臣       | 矢吹翔                                  | 桜花れいや       | -          | 眉月凰     |
| 右大臣       | -                                       | -                | -          | 大伴れいか |
| 弘徽殿の女御 | -                                       | -                | -          | 芽吹幸奈   |
| 左馬頭       | -                                       | -                | -          | 望月理世   |
| 式部丞       | -                                       | -                | -          | 真野すがた |
| 桐壺の更衣   | -                                       | -                | -          | 一原けい   |
| 公演会場     | 宝・東                                  | 宝・東           | 全国       | 梅芸       |

### 宇治十帖
舞台作品としては完全に別作品を並列表記しており、配役記載順=比重順ではない。『夢の浮橋』は匂宮が主役である。
|            | 1973年星組 『浮舟と薫の君』 | 2008年月組 『夢の浮橋』 | 2008年月組 『夢の浮橋』 |
|            | 本公演                      | 本公演                  | 新人公演                |
| ---------- | --------------------------- | ----------------------- | ----------------------- |
| 薫         | 安奈淳                      | 霧矢大夢                | 光月るう                |
| 匂宮       | 但馬久美                    | 瀬奈じゅん              | 明日海りお              |
| 浮舟       | 衣通月子                    | 羽桜しずく              | 蘭乃はな                |
| 夕霧       | -                           | 磯野千尋                | 美翔かずき              |
| 光源氏     | -                           | 萬あきら                | 彩央寿音                |
| 明石の中宮 |                             | 梨花ますみ              | 羽咲まな                |
| 仲信       |                             | 越乃リュウ              | 華央あみり              |
| 女一の宮   |                             | 花瀬みずか              | 夏月都                  |
| 二の宮     |                             | 遼河はるひ              | 宇月颯                  |
| 小宰相の君 |                             | 城咲あい                | 咲希あかね              |
| 右近       | 水代玉藻                    | 美夢ひまり              | 白雪さち花              |
| 侍従       | 沢かをり                    | 萌花ゆりあ              | 華那みかり              |
| 小君       | 桐生のぼる                  | 千海華蘭                | 輝城みつる              |
| 公演会場   | 宝・東                      | 宝・東                  | 宝・東                  |

## スタッフ

### 源氏物語

#### 1919年
公会堂劇場公演
- 演出：小野晴通[23]
- 音楽：高木和夫[23]

#### 1952年花組
宝塚大劇場公演
- 作もしくは演出：白井鐵造[24]・小野晴通[24]
- 音楽：高橋廉[24]・中井光晴[24]・入江薫[24]
- 振付：錢谷信昭[24]

#### 1952年星組
宝塚大劇場公演
- 作もしくは演出：白井鐵造[24]・小野晴通[24]
- 音楽：高橋廉[24]・中井光晴[24]・入江薫[24]
- 振付：錢谷信昭[24]

#### 1957年月組
宝塚大劇場公演
- 作もしくは演出：白井鐵造[25]・小野晴通[25]
- 音楽：高橋廉[25]・中井光晴[25]・入江薫[25]
- 振付：錢谷信昭[25]・河上五郎[25]
- 装置：荒島鶴吉[25]・黒田利邦[25]・近藤幸一[25]
- 衣装：小西松茂[25]
- 照明：久保安太郎[25]
- 小道具：山田圭一郎[25]
- 箏曲演奏：菊井早苗[25]
- 効果：松岡知一[25]
- 協賛：紫式部学会[25]

#### 1961年星組
宝塚大劇場公演
- 演出：北條秀司[26]
- 音楽：高橋廉[26]・中井光晴[26]・入江薫[26]・寺田瀧雄[26]
- 振付：二世西川鯉三郎[26]
- 装置：荒島鶴吉[26]
- 衣装：小西松茂[26]・中川菊枝[26]
- 照明：小川清[27]
- 音響：松永浩志[27]
- 小道具：生島道正[27]
- 効果：村岡知一[27]
- 演出補：植田紳爾[27]

#### 1981年月組
宝塚大劇場公演
- 演出：柴田侑宏[28]
- 作曲・編曲：寺田瀧雄[28]・入江薫[28]・中元清純[28]・吉崎憲治[28]
- 作曲：宇崎竜童[28]
- 音楽指揮：野村陽児[28]
- 振付：西川りてふ[28]
- 装置：黒田利邦[28]
- 衣装：小西松茂[28]・中川菊枝[28]・任田幾英[28]
- 照明：今井直次[29]
- 音響：松永浩志[29]
- 小道具：上田特市[29]
- 効果：扇野信夫[29]
- 演出補・演出助手：正塚晴彦[29]・谷正純[29]・石井昌也[29]
- 制作：橋本雅夫[29]
- 原作・作詞：田辺聖子[29]

#### 1989年月組
※氏名の後ろに「宝塚」、「東京」の文字がなければ両劇場共通。
- 脚本・演出：柴田侑宏[10][12]
- 作詞：田辺聖子[10]
- 作曲・編曲：寺田瀧雄[10]・入江薫[10]・中元清純[10]・吉崎憲治[10]
- 音楽指揮：野村陽児（宝塚）[10]、北沢達雄（東京）[12]
- 振付：花若春秋[10]
- 装置：黒田利邦[10]・大橋泰弘[10]
- 衣装：小西松茂[10]・任田幾英[10]・中川菊枝[10]
- 照明：今井直次[10]
- 小道具：上田特市[10]
- 効果：扇野信夫[10]
- 音響監督：松永浩志[10]
- 演出補：正塚晴彦[10]
- 演出助手：石田昌也[10]・木村信司[10]
- 舞台進行：高階弘之[10]
- 制作：飯島健[10]
- 製作担当：柏原正一（東京）[12]

#### 2000年花組
※氏名の後ろに「宝塚」、「東京」の文字がなければ両劇場共通。
- 脚本・演出：草野旦[15][16]
- 作曲：高橋城[15]
- 編曲：高橋城[15]・鞍富真一[15]・木川田新[15]
- 音楽指揮：岡田良機[15]
- 振付：山村若[15]・花柳錦之輔[15]・西川箕乃助[15]・室町あかね[15]
- 装置：大橋泰弘[15]
- 衣装：任田幾英[15]
- 照明：勝柴次朗[15]
- 音響：加門清邦[15]
- 小道具：伊集院撤也[15]
- 効果：木多美生[15]
- 演技指導：美吉左久子[15]
- 演出助手：木村信司[15]・川上正和[15]
- 装置補：新宮有紀[15]
- 衣装補：河底美由紀[15]
- 小道具補：石橋清利[15]
- 舞台進行：豊田登[15]
- 舞台監督：藤村信一（東京）[16]・木村信也（東京）[16]・宮脇学（東京）[16]・斎藤栄作（東京）[16]
- 衣装生地協力：野中明[15]
- 舞台美術製作：株式会社 宝塚舞台[15]
- 演奏：宝塚歌劇オーケストラ[15]
- 衣装生地提供：日東紡績株式会社[15]
- 制作：木村康久[15]

### 宇治十帖

#### 1973年星組
- 脚本・演出：酒井澄夫[18]
- 振付：花柳寿楽[18]
- 作曲：寺田瀧雄[18]
- 編曲：河崎恒夫[18]・寺田瀧雄[18]
- 音楽指揮：野村陽児[18]
- 装置：荒島鶴吉[18]
- 衣装：静間潮太郎[18]・中川菊枝[18]
- 照明：今井直次[18]
- 小道具：万波一重[18]
- 効果：中田正広[18]
- 音響監督：松永浩志[18]
- 演出助手：三木章雄[18]
- 制作：野田浜之助[18]

#### 2008年月組
※氏名の後ろに「宝塚」「東京」の文字がなければ両劇場共通。
- 脚本・演出：大野拓史
- 作曲・編曲：高橋城・太田健・高橋恵
- 音楽指揮：大谷木靖
- 振付：山村若・西﨑峰
- 殺陣：清家三彦
- 装置：新宮有紀
- 衣装：河底美由紀
- 照明：氷谷信雄
- 音響：実吉英一
- 小道具：市川ふみ
- 歌唱指導：ちあきしん
- 箏指導・箏録音演奏：菊央雄司
- 演出助手：生田大和
- 舞台進行：日笠山秀観
- 舞台美術製作：株式会社宝塚舞台（併演作品と共通）
- 演奏：宝塚オーケストラ（宝塚）（併演作品と共通）
- 演奏コーディネート：ダット・ミュージック（東京）（併演作品と共通）
- 制作：木場健之（併演作品と共通）
- 制作補：西尾雅彦（併演作品と共通）
- 制作・著作：宝塚歌劇団（併演作品と共通）
- 主催：阪急電鉄株式会社（併演作品と共通）

参考資料は宝塚大劇場・東京宝塚劇場公演プログラム。

## その他
- 2000年に『あさきゆめみし』を原作に映像化されている。
  - 映像詩　『源氏物語　あさきゆめみし～Lived In A Dream～』　
    - 監督：三枝健起、 脚本：唐十郎、音楽：三枝成彰、出演：花組、専科、ほか
    - 2000年3月19日にNHK-BS2で放送。
    - 2000年7月28日にタイトル・プロデュースの配給にて劇場公開。
    - 東京国際映画祭に出品。

光源氏：愛華みれ、桐壺の更衣/藤壺の女御：大鳥れい、頭中将：匠ひびき、紫の上：彩乃かなみ